# 1888 في سويسرا
فيما يلي قوائم الأحداث التي وقعت خلال عام 1888 في سويسرا.

## سياسة

### تعيين في المنصب
- 1 مارس – إدوارد مولر municipality president  [لغات أخرى]‏.

## مواليد

### يناير
- 27 يناير – فيكتور غولدشميت

### يونيو
- 26 يونيو – بول نغيلي

### سبتمبر
- 18 سبتمبر – توني وولف نفسانية سويسرية.

## وفيات

### مارس
- 17 مارس – لودويغ شميد (مواليد 1823) كاتب سويسري.

### أبريل
- 14 أبريل – يوهان كونراد كيرن (مواليد 1808) سياسي سويسري.